# Akademia Polonijna w Częstochowie
Akademia Polonijna – uczelnia niepubliczna w Częstochowie założona w 1992 roku jako Wyższa Szkoła Języków Obcych i Ekonomii. W latach 2004 i 2005 w rankingu tygodnika „Polityka” zajęła 2. miejsce wśród szkół niepublicznych w kategorii Ekonomia-Zarządzanie. Obecnie uczelnia zajmuje 16. miejsce w rankingu niepublicznych uczelni magisterskich Perspektywy 2013.
Budynki uczelni przy ul. Kazimierza Pułaskiego powstały w miejscu dawnego stadionu Skry Częstochowa.

## Kierunki kształcenia
Szkoła daje możliwość podjęcia studiów I i II stopnia na kierunkach:
- ekonomia, I i II stopień studiów
- filologia, I i II stopień studiów
- administracja, I stopień studiów
- pielęgniarstwo, I i II stopień studiów
- politologia, I stopień studiów
- prawo w biznesie, I stopień studiów
- praca socjalna, II stopień studiów
- fizjoterapia, I stopień studiów
- biotechnologia I stopień studiów

## Struktura organizacyjna
Uczelnia składa się z siedmiu instytutów i szkół, które tworzą jeden Wydział Interdyscyplinarny.
- Instytut Ekonomii, Administracji i Politologii (EAP)
- Instytut Języków, Literatury i Kultury (JLK)
- Instytut Zdrowia i Pielęgniarstwa (ZP)
- Europejska Szkoła Dyplomacji (ESD)
- Business School in Częstochowa (BSC)
- Europejska Szkoła Tłumaczy (EST)
- Międzynarodowa Szkoła Doktorancka (MSD)

## Godło i dewiza
- Godłem Akademii Polonijnej w Częstochowie jest Orzeł Biały w koronie zamkniętej (według wzoru z 1919 r.), zwieńczonej krzyżem. W szponach trzyma gałązkę laurową i palmę – symbole chwały, sławy, sukcesu i wytrwałości. Na piersi Orła widnieje wizerunek Matki Boskiej Częstochowskiej.
- Jasnogórska Bogurodzica – Stolica Mądrości jest Patronką Uczelni.
- Dewizą Akademii jest przyjęta z dewizy Studium Generalnego i wypisana na sklepieniu XVIII-wiecznej Biblioteki Jasnogórskiej sentencja: Sapientia Aedificavit Sibi Domum (Mądrość wybudowała sobie dom).